# Rancho San Pablo
Rancho San Pablo är en ort i Mexiko.   Den ligger i kommunen Toluca och delstaten Mexiko, i den sydöstra delen av landet, 60 km väster om huvudstaden Mexico City. Rancho San Pablo ligger 2 754 meter över havet och antalet invånare är 105.
Terrängen runt Rancho San Pablo är platt åt nordost, men åt sydväst är den kuperad. Runt Rancho San Pablo är det mycket tätbefolkat, med 2 028 invånare per kvadratkilometer. Närmaste större samhälle är Toluca, 5,2 km norr om Rancho San Pablo. I omgivningarna runt Rancho San Pablo växer huvudsakligen savannskog.